# Saint-Savournin
Saint-Savournin település Franciaországban, Bouches-du-Rhône megyében. Lakosainak száma 3449 fő (2022. január 1.). Saint-Savournin Cadolive, Gréasque, Mimet, Peypin és Allauch községekkel határos.

## Népesség
A település népessége az elmúlt években az alábbi módon változott:
| Lakosok száma | 1120 | 1589 | 2093 | 2975 | 3241 | 3315 | 3361 | 3443 | 3481 | 3449 |
|               | 1968 | 1982 | 1990 | 2006 | 2013 | 2015 | 2017 | 2019 | 2020 | 2022 |